# Schaft (Schrift)

Beispiele für vertikale Schäfte (Antiqua)

Beispiele für diagonale Schäfte (Antiqua)

In der Schrift (in der Chirografie, Paläografie und in der Mikrotypografie) bezeichnet Schaft eine gerade vertikale oder diagonale Linie, die Teil eines Schriftzeichens bzw. einer Glyphe ist. Die meiste Verwendung findet der Begriff bezogen auf Schriften des lateinischen Alphabets.

## Begriffe und Abgrenzung
Ein vertikaler Schaft wird auch Stamm, Standstrich, Vertikalstrich oder Grundstrich genannt. Für diagonale Schäfte wird auch der Begriff Diagonale verwendet.
Das obere Ende eines Schafts wird Schaftansatz genannt und das untere Ende Schaftfuß.
Im Unterschied zu den Schäften werden gerade horizontale Linien Balken, Querbalken, Querstriche oder Arme genannt, ein im Inneren des Schriftzeichens liegender Balken auch Innenbalken und der obere Balken beim T und Z auch Deckstrich. Gerundete Linien werden je nach Art und Lage Bäuche, Bögen, Kurven, Kurvenbalken oder Schultern genannt. Es gibt außerdem eine Vielzahl spezieller Bezeichnungen für bestimmte Linien, wobei sich oft der Sprachgebrauch in der Kalligraphie, die sich in den letzten Jahrhunderten auf Schreibschriften konzentrierte, und in der Typografie, die sich auf Satzschriften konzentrierte, separat entwickelt hat.

## Variationen der Schäfte

### Neigung und Rundung

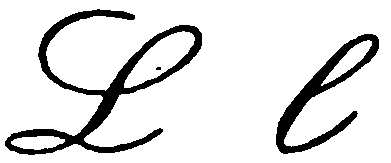
Die Buchstaben L und l in lateinischer Schreibschrift: Die Schäfte sind geneigt und gekrümmt

Bei der paläographischen Untersuchung von Schriften findet man oft charakteristische Veränderungen der Schäfte. In der Schreibschrift (sowohl in der lateinischen Schreibschrift als auch in der deutschen Kurrentschrift) werden die Buchstaben in der Regel geneigt. Dabei werden auch die vertikalen Schäfte schräggestellt. Auch in der Satzschrift findet man die Neigung der sonst vertikalen Schäfte in der Kursivschrift und in Oblique-Schriften.
Außerdem werden gerade Linien sehr oft zu Kurven. So sind etwa in der irischen Schrift die Schäfte mehrerer Buchstaben stark ausgebogen, etwa das T zum Ꞇ. Man findet Schäfte oft mit einem leichten S-förmigen Schwung als sogenannte Flammenlinien gezogen, seltener auch umgekehrt in einer geschwungenen ≀-Form. In der Schreibschrift, aber auch in den Großbuchstaben mancher Drucktypen, finden sich oftmals kurvige Schwünge und Schnörkel.

### Zierabschlüsse

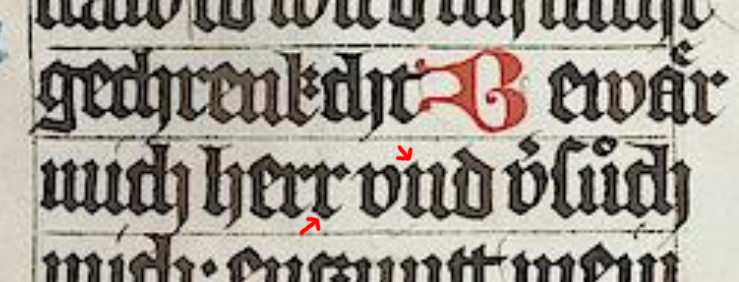
Quadrangel in der Textura (rote Pfeile)

Bei den Versalien der Old English (Blackletter) sind viele Rundungen, Schaftverdoppelungen und Zierabschlüsse zu erkennen. Quadrangel sind bei den Minuskeln zu sehen, z. B. unten bei t und oben bei u, außerdem unten bei den Ziffern 1 und 4.

An den Schaftansätzen und Schaftfüßen können je nach Schriftart Zierabschlüsse sein. Häufige Zierabschlüsse bei Antiqua-Schriften sind die Serifen. Andere sind etwa spachtelförmige Schaftansätze bei den insularen Schriften oder spitz verlängerte Enden, sogenannte Sporen.
In gebrochenen Schriften gibt es an den Schaftansätzen und Schaftfüßen Quadrangel (wörtlich „Vierecke“). Quadrangel sind auf die Spitze gestellte Rauten oder Parallelogramme am oberen oder unteren Ende des Schaftes. Meist wird das Quadrangel mit dem Grundstrich so verbunden, dass von den vier Ecken nur drei Ecken sichtbar sind (siehe Pfeile in der Abbildung). Am Übergang zum dickeren Quadrangel ist der Schaft „gebrochen“. Noch deutlicher wird die Brechung der Schrift, wenn alle vier Ecken des Quadrangels sichtbar sind. In der Abbildung ist dies im oberen Bereich des Kleinbuchstabens r zu sehen: Neben dem direkt auf dem Schaft sitzenden und mit ihm verbundenen Quadrangel erscheint die nach rechts weisende Fahne des r als abgesetztes Quadrangel mit vier Ecken.
In der Schreibschrift wird für eine höhere Schreibgeschwindigkeit in der Regel auf Zierabschlüsse verzichtet.

### Verdoppelung der Schaftlinie
Bei den kalligrafisch ausgeformten Versalien mancher gebrochenen Schriften, etwa bei der Textura formata und der Rotunda, finden sich Zierstriche. Manche dieser Zierstriche sind vertikal und verdoppeln einen Schaft. Beim Hinzufügen der Zierstriche (wie beim abgebildeten Blackletter-M) wird teilweise bewusst vermieden, den weißen Spalt zwischen den beiden Linien des Schafts mit einer anderen Linie zu kreuzen, wodurch die beiden Linien einschließlich des Spalts klarer als ein zusammengehörendes Objekt erscheinen.

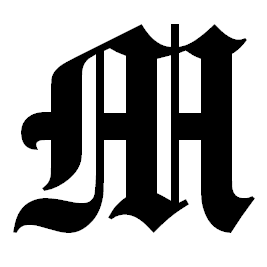
Verdoppelung von Schäften in einem Blackletter-M
Rotunda: Verdoppelung des Schaftes beim ersten Buchstaben

## Schäfte und Strichstärken

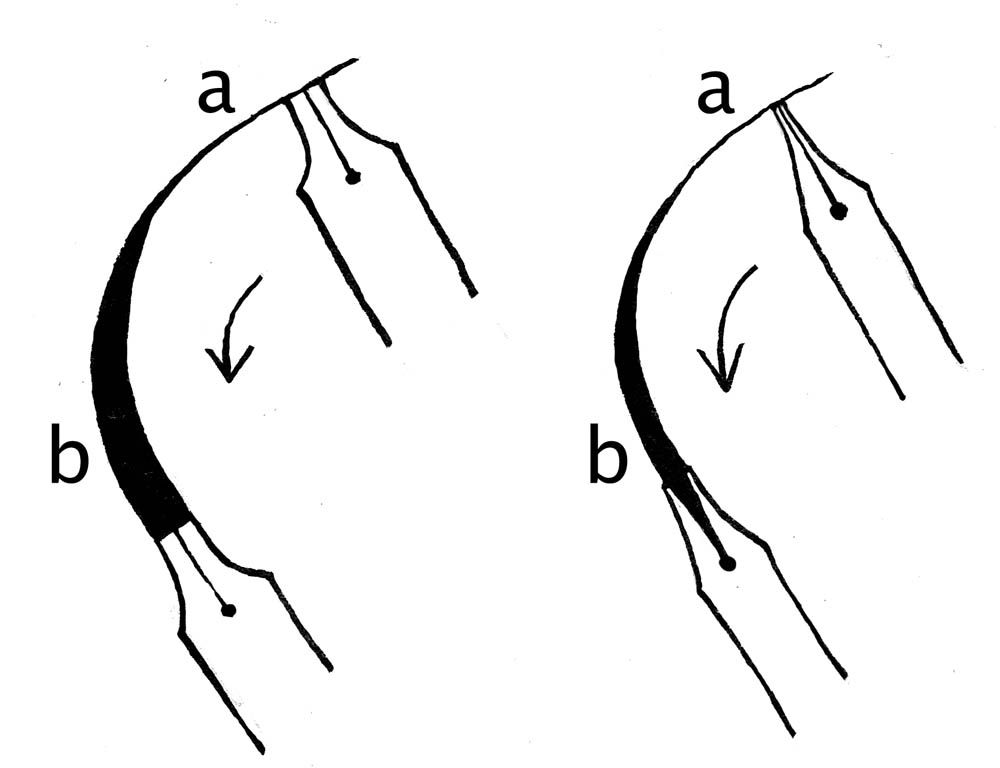
Variation der Strichstärke mit einer Breitfeder (links) und einer Schwellzugfeder (rechts)

Zwischen verschiedenen Schäften kann die Strichstärke variieren – auch innerhalb des gleichen Glyphens, etwa bei den vier Schäften des Buchstabens W in einer Antiqua-Schrift. In der Typografie spricht man bei den dünnsten Linien von einem Haarstrich und bei den dicksten Linien von einem Schattenstrich. Die Strichstärke kann sogar innerhalb eines Schafts variieren. Historisch haben diese Variationen der Strichstärke ihren Grund im Schreiben von Hand mit traditionellen Schreibgeräten, insbesondere Schreibfedern. Sie werden aber wegen ihrer ästhetischen Wirkung auch in der Satzschrift eingesetzt.
- Beim Schreiben mit dem Federkiel oder der Bandzugfeder ergeben sich verschiedene Strichstärken ausschließlich aus der Richtung der Linie relativ zur Orientierung der Federspitze auf dem Schreibmaterial. Sie entstehen automatisch, unvermeidlich und sind unabhängig vom Druck, der auf die Federspitze ausgeübt wird.[5] Die maximal mögliche Strichstärke entspricht der Federbreite. Der Winkel, in dem die Federspitze auf den Schreibgrund aufgesetzt wird, beträgt typischerweise etwa 40 Grad.[6] Die breitesten Linien entstehen bei ╲-Diagonalen und die dünnsten Linien bei ╱-Diagonalen. Größere gezielte Abweichungen davon sind nicht möglich, ohne die übliche Feder- und Handhaltung zu verlassen.[7]
- Bei der Schwellzugfeder hängt die Strichstärke hingegen primär vom Druck und nicht zwangsläufig von der Richtung der Linie ab. Je mehr Druck auf die dünne gespaltene Federspitze ausgeübt wird, umso mehr spreizt sie sich und erzeugt so eine breitere Linie. Durch das druckabhängige An- und Abschwellen entsteht ein sogenannter Schwellstrich. Das bietet dem Schreiber mehr Flexibilität zur Beeinflussung der Strichstärke. Mit einer Schwellzugfeder können beispielsweise auch Linien in ╲-Richtung dünn sein oder in einer feinen Spitze enden, die bei einer Bandzugfeder aufgrund ihrer Richtung breit wären.[8] Es gibt jedoch auch bei Schwellzugfedern eine Abhängigkeit der Strichstärke zur Richtung des Strichs: Aufstriche können nur mit geringem Druck ausgeführt werden, weil sich sonst die Federspitze im Papier verhakt, und sind somit dünn, während Abstriche fast automatisch mit höherem Druck ausgeführt werden und damit dickere Linien erzeugen. Das ist vom Schriftbild her auch so gewünscht.
- In der Satzschrift ist, was Variationen der Strichstärke betrifft, grundsätzlich alles möglich. In der Praxis orientieren sich die Schriftgestalter aber meistens an den Mustern der von Hand geschriebenen Schrift. Bei nichtgrotesken Schriften haben vertikale Schäfte in der Regel eine einheitliche Strichstärke, während ╱-Schäfte tendenziell dünn und ╲-Schäfte tendenziell dick sind (siehe Beispielbilder oben rechts). In grotesken Schriften wird auf die Variation der Strichstärke bewusst verzichtet, bzw. geringfügige Variationen der Strichstärke gezielt so eingesetzt, dass sie den Eindruck konstanter Strichstärke nicht beeinträchtigen.

Viele moderne Schreibgeräte wie Kugelschreiber oder Filzstift erzeugen eine stets gleiche Strichstärke, sowohl unabhängig von der Linienrichtung als auch unabhängig vom Druck.

## Sonstiges

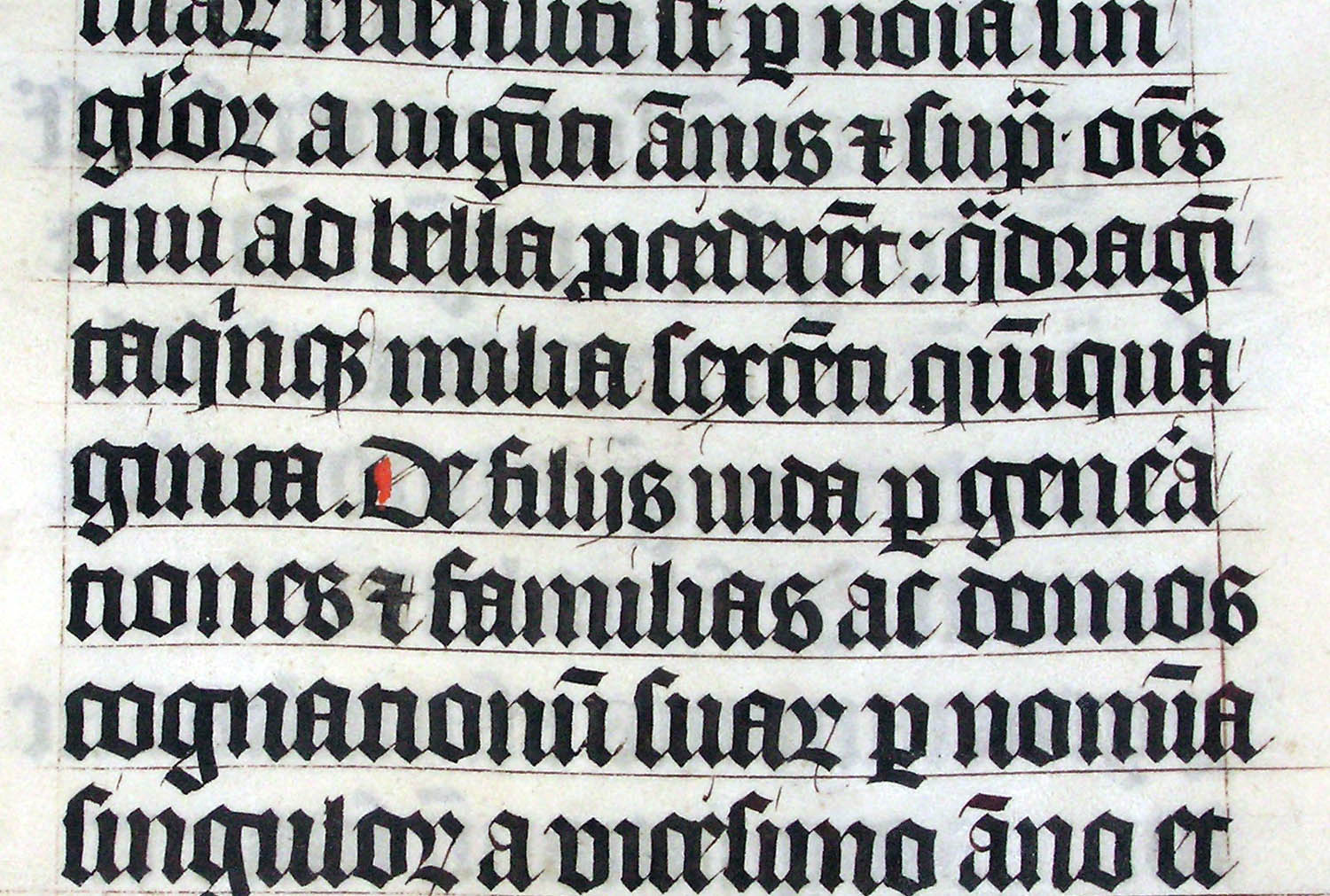
Schriftbeispiel in einer Textura, 1407

Mittelalterliche gebrochene Schriften wie die gotische Minuskel oder die Textura betonen besonders die in gleichmäßigen Abständen gesetzten vertikalen Schäfte, so dass das Schriftbild einem Gitter oder Gewebe ähnelt. Das erschwert zwar die Lesbarkeit, führt aber zu einem sehr ebenmäßigen Textbild.
Wegen seines Schaftes wird das lange s auch „Schaft-s“ genannt.